# Hans Atmer

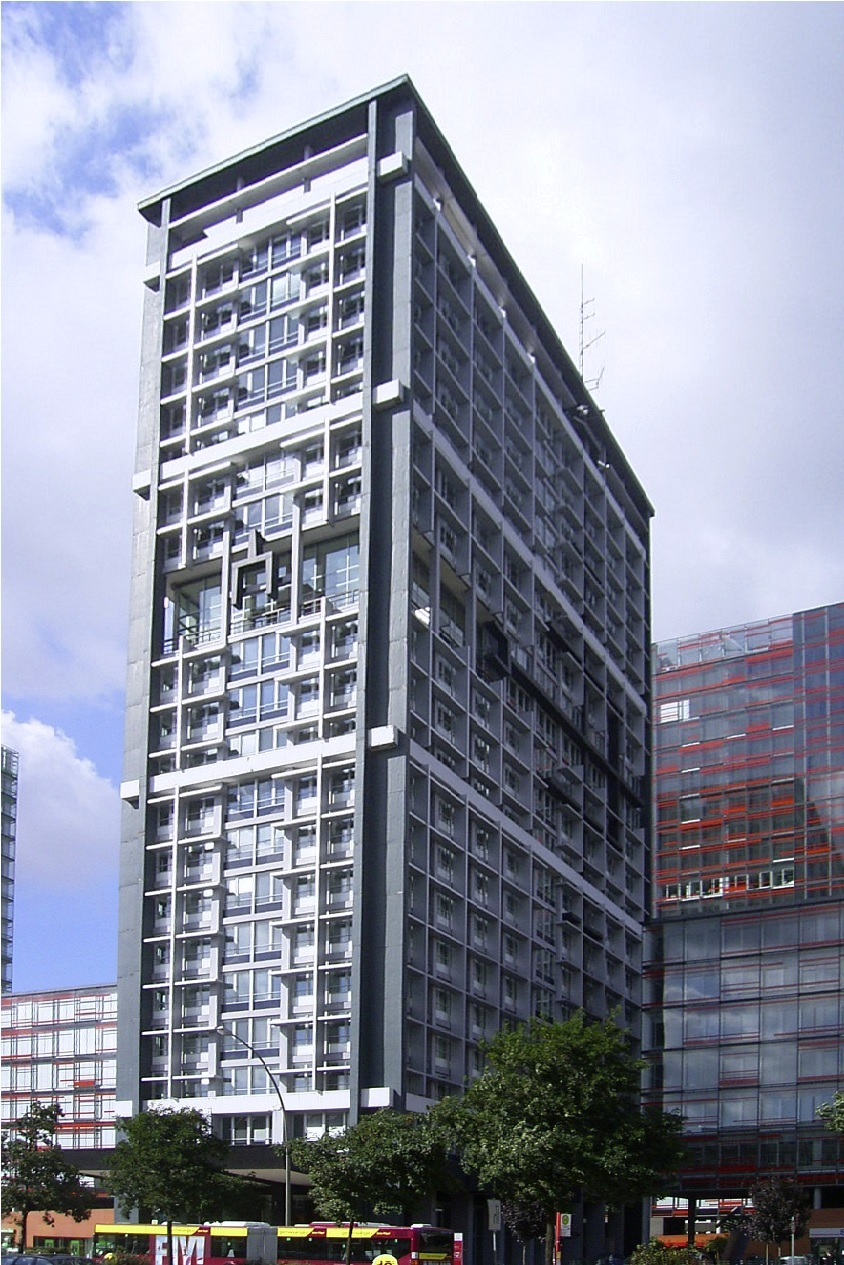
Ehemaliges Polizeipräsidium Hamburg am Berliner Tor

Hans Atmer (* 28. August 1893 in Hamburg; † 5. Februar 1982 ebenda; vollständiger Name: Hans Theodor Gustav Atmer) war ein deutscher Architekt.

## Leben
Nachdem er 1912 ein Architekturstudium begonnen hatte, musste er es 1914 wegen des Ersten Weltkriegs unterbrechen. Er setzte das Studium von 1919 bis 1920 an den Technischen Hochschulen von Danzig und Berlin fort. Über sein Leben zwischen den Kriegen ist wenig bekannt. Nach 1945 war er bis 1952 mit Otto Gühlk und von 1953 bis 1962 mit Jürgen Marlow freiberuflich aktiv. Zu den bekanntesten Bauten des Büros Atmer & Marlow gehört das ehemalige Hamburger Polizeipräsidium, eines der wichtigsten Gebäude der Nachkriegsmoderne in Hamburg. Auch das Hotel Norge an der Schäferkampsallee in Hamburg-Eimsbüttel, das sie im Auftrag des Sozialfonds des Norwegischen Staates für Seeleute errichteten, war ein bedeutendes Nachkriegszeugnis. 1957 begannen Atmer und Marlow mit der Planung des Hotels, gebaut wurde es 1959 bis 1961 mit skandinavischen Stilelementen und Einsatz sehr unterschiedlicher Materialien. Auf Grund von Bauschäden fand jedoch 1992 ein kompletter Umbau statt. 1958 gewann das Büro Atmer & Marlow den 1. Preis bei dem Wettbewerb um die Neuerrichtung der Dreifaltigkeitskirche in Hamburg-Harburg, mit lobender Erwähnung der «ausgereiften und versachlichten Moderne» ihres Vorschlags. Realisiert wurde allerdings der drittplatzierte Entwurf von Friedrich Spengelin, da er die Portalruine der alten Kirche mit in den Neubau einbezog.

## Bauten und Entwürfe

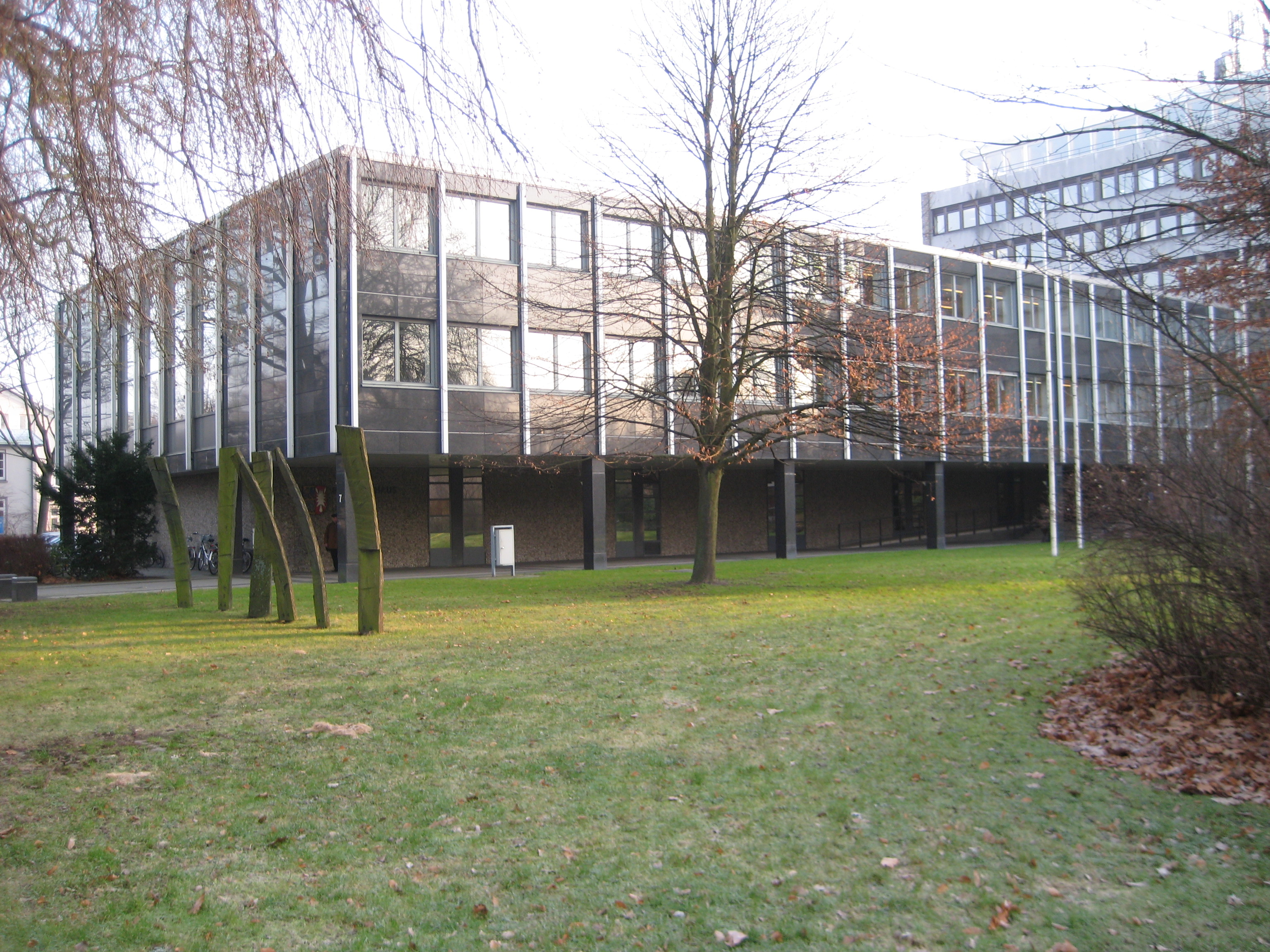
Gerichtshaus Lübeck

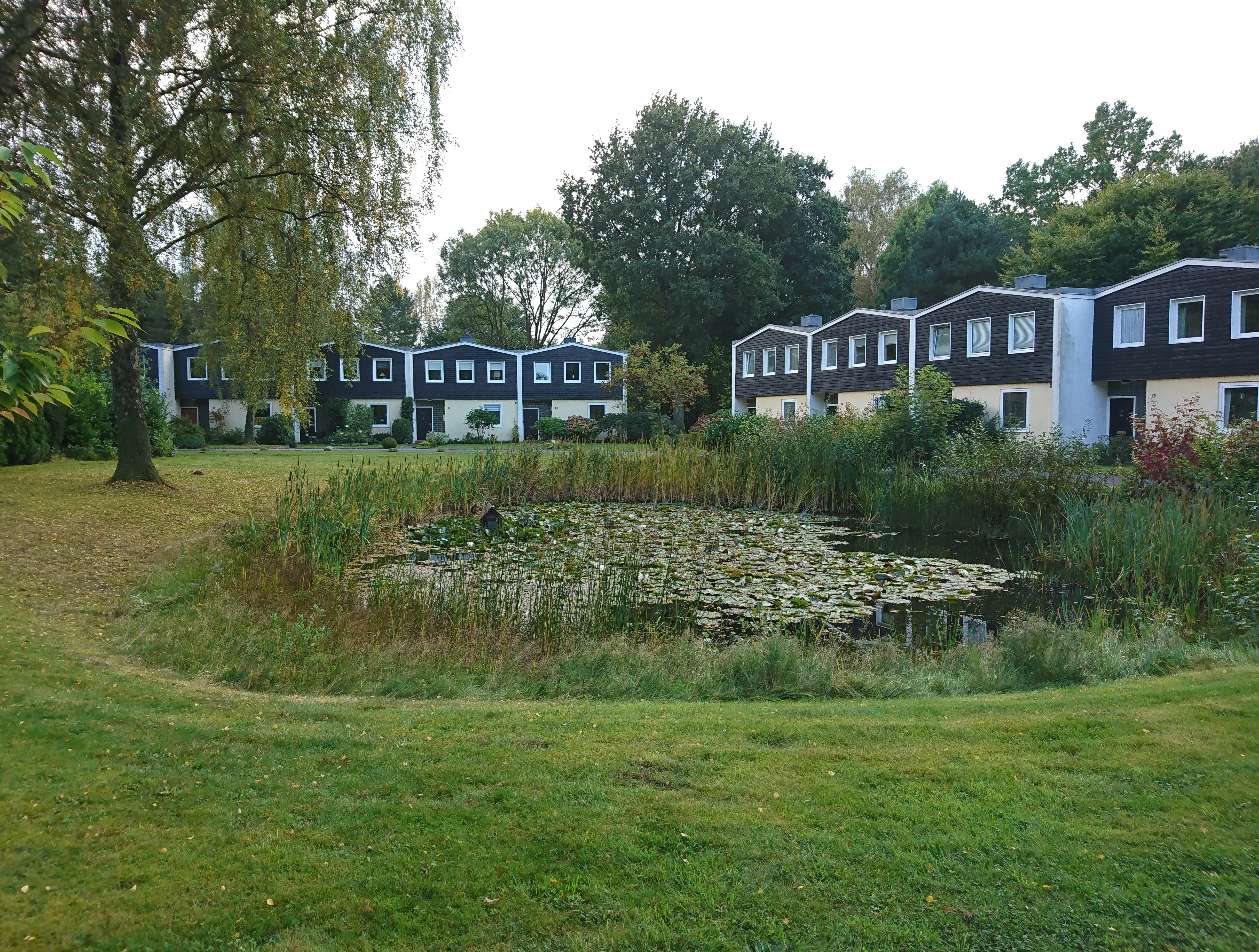
Reihenhäuser Kreuzfurth in Hamburg-Langenhorn

- 1951: Geschosswohnungsbauten an der Horner Landstraße in Hamburg
- 1951–1953: Geschosswohnungsbau an der Maria-Louisen-Straße 39 in Hamburg-Winterhude
- 1952–1953: Reihenhäuser Elbblöcken 1–3 in Hamburg-Othmarschen
- 1954–1956: Geschosswohnungsbau an der Eimsbütteler Straße 10 in Hamburg-Eimsbüttel (zusammen mit Jürgen Marlow)[5]
- 1956–1957: Geschosswohnungsbau am Sandweg 40 in Hamburg-Eimsbüttel (zusammen mit Jürgen Marlow)[5]
- 1957–1959: Reihenhäuser Kreuzfurth 1–21 in Hamburg-Langenhorn (zusammen mit Jürgen Marlow)
- 1958–1962: Polizeipräsidium in Hamburg, Beim Strohhause 31 (am Berliner Tor; zusammen mit Jürgen Marlow, Hans Holthey, Egon Jux und Harro Freese)
- 1959–1961: Hotel Norge, Schäferkampsallee 49 in Hamburg-Eimsbüttel (zusammen mit Jürgen Marlow)
- 1962: Gerichtshaus in Lübeck, Am Burgfeld 7 (zusammen mit Jürgen Marlow)
- 1963–1972: Beteiligung am Planung und Bau der Großsiedlung Osdorfer Born in Hamburg-Lurup